# Ò̌
Cette page contient des caractères spéciaux ou non latins. S’ils s’affichent mal (▯, ?, etc.), consultez la page d’aide Unicode.
Ò̌ (minuscule: ò̌), appelé O accent grave caron, est un graphème utilisé dans l’écriture du kayah et du kayaw. Il s’agit de la lettre O diacritée d’un accent grave et d’un caron.

## Représentations informatiques
Le O accent grave caron peut être représenté avec les caractères Unicode suivants :
- composé et normalisé (supplément Latin-1, diacritiques)[1],[2] :

| formes    | représentations | chaînes de caractères | points de code | descriptions                                             |
| --------- | --------------- | --------------------- | -------------- | -------------------------------------------------------- |
| capitale  | Ò̌               | Ò◌̌                    | U+00D2 U+030C  | lettre majuscule latine o accent grave diacritique caron |
| minuscule | ò̌               | ò◌̌                    | U+00F2 U+030C  | lettre minuscule latine o accent grave diacritique caron |

- décomposé (latin de base, diacritiques) :

| formes    | représentations | chaînes de caractères | points de code       | descriptions                                                         |
| --------- | --------------- | --------------------- | -------------------- | -------------------------------------------------------------------- |
| capitale  | Ò̌               | O◌̀◌̌                   | U+004F U+0300 U+030C | lettre majuscule latine o diacritique accent grave diacritique caron |
| minuscule | ò̌               | o◌̀◌̌                   | U+006F U+0300 U+030C | lettre minuscule latine o diacritique accent grave diacritique caron |